# Beyond the Gate
『Beyond the Gate』はMoi dix Moisの3rdアルバム。2006年3月1日発売。

## 内容
- 新メンバーSeth、K加入後の初のミニアルバム。
- 初回限定版にはインストゥルメンタル収録。
- 「unmoved」は2005年4月24日のSHIBUYA-AX公演で披露された楽曲。
- Kazuno、Tohruが脱退したためそれぞれのパートが打ち込みになっている。

## 収録曲
1. The other side in blood(SE)
2. Eternally Beyond
3. deus ex machina
4. Vain
5. Deflower
6. unmoved
7. The other side of the door
8. Eternally Beyond [instrumental]
※初回限定版のみ収録
9. deus ex machina [instrumental]
※初回限定版のみ収録
10. Vain [instrumental]
※初回限定版のみ収録
11. Deflower [instrumental]
※初回限定版のみ収録
12. unmoved [instrumental]
※初回限定版のみ収録